# Mária Adelheid cambridge-i hercegnő
Mária Adelheid (angolul: Princess Mary Adelaide of Cambridge, teljes nevén: Mary Adelaide Wilhelmina Elizabeth; Hannover, 1833. november 27. – Richmond Park, 1897. október 27.) cambridge-i hercegnő.
VIII. Eduárd, VI. György brit királyok anyai nagyanyja, II. Erzsébet angol uralkodó apai dédanyja, Károly walesi herceg, Anna brit királyi hercegnő, András yorki herceg, Eduárd wessexi gróf, David Armstrong-Jones és Lady Sarah Armstrong-Jones anyai ükanyja.
Szülei: Adolf Frigyes, Cambridge hercege (III. György brit király és Zsófia Sarolta brit királyné hetedik fia s tizedik gyermeke) és hessen-kasseli Auguszta Vilhelmina Lujza.
Anyai nagyszülei: Frigyes, Hessen-Kassel hercege és tartománygrófja és Nassau-Usingeni Karolina Polixéna hercegnő.
1834. január 9-én volt a keresztelője a hannoveri Cambridge House-ban. A szertartást John Ryle Wood tiszteletes vezette, Mária Adelaida Vilhelmina Erzsébet apjának udvari káplánja. A számos keresztszülő közül csupán Hesse-Homburg tartománygrófnéja (Erzsébet brit királyi hercegnő, III. György angol király hetedik gyermeke, s harmadik leánya) volt jelen személyesen is az ünnepségen.
A további keresztszülők névsora:
- IV. Vilmos brit király (Mária Adelaida Vilhelmina Erzsébet apai nagybátyja), s hitvese, Szász-Meiningeni Adelaida királyné
- Gloucester hercegnéje (Mária brit királyi hercegnő, III. György brit király negyedik leánya, s tizenegyedik gyermeke)
- Mária Vilhelmina Friderika, Mecklenburg-Strelitz nagyhercegnéje (Mária Adelaida Vilhelmina Erzsébet anyai nagynénje)
- Frigyes Ágost, Anhalt-Dessau hercege (Mária Adelaida Vilhelmina Erzsébet első unokatestvére)

A kishercegnő négy keresztnevet is kapott a keresztségben. 
A Mária nevet Gloucester hercegnéje után kapta, Adelaida volt az akkori brit királyné keresztneve, Vilhelmina volt a Vilmos név női változata, ugyanis ezt a keresztnevet IV. Vilmos brit király után kapta, Erzsébet pedig nem más volt, mint Hesse-Homburg tartománygrófnéja.
A hercegnő élete első éveit szülővárosában töltötte, ahol apja, Adolf herceg megbízott alkirályként tevékenykedett, előbb IV. György, majd pedig IV. Vilmos felhatalmazásával. (Mind György, mind pedig Vilmos Adolf fivérei voltak, vagyis Mária nagybátyjai.) A kislány finom ételek iránti falánksága és hízásra való hajlama gyorsan túlsúlyhoz vezetett, ami miatt gyakran csúfolták őt „Kövér Máriának”. Mikor 1837-ben IV. Vilmos törvényes örökös nélkül halt meg (csupán számos fattyúgyermeke született), a korona a néhai király ifjú, 18 éves unokahúga, Viktória kenti hercegnő fejére került, aki 135 év után az első olyan nő volt a szigetországban, akiből uralkodónő lehetett. (Elődje 1702-ben Anna brit királynő volt a Stuart-dinasztiából.) Viktória 9 gyermeket szült, akik házasságaik révén őseik lettek Európa jelenkori uralkodóinak, ezért is nevezték a királynőt találó kifejezéssel „Európa nagymamájának”.
1863-ban az akkor 30 éves Mária még mindig hajadon volt, ami minden társadalmi körben igen kirívó esetnek számított, ugyanis az ilyen korú férjezetlen hölgyeket már vénlánynak vagy aggszűznek kezdték el gúnyolni egyesek, ezért a hercegnő kiházasítása igen sürgető és nehéz feladatnak ígérkezett. A kihívást maga Viktória királynő vállalta magára, aki igyekezett megtalálni rokona számára a lehető legjobb származású hitvest.
Nem volt könnyű ráakadni a megfelelő vőlegényre, már csak azért sem, mert még a kor elvárásai szerint sem nevezhették csinosnak Máriát. Mivel a hercegnő nemigen válogathatott a lehetséges jelöltek közül, a királynő már abba is kész volt beleegyezni, hogy Mária ne egy királyi vérből származó férfi felesége legyen. Végül Württembergben találtak rá az ideális házastársra, a nála három évvel fiatalabb Ferenc tecki herceg személyében, aki ugyan hercegi címet viselt, ám kétséges volt ennek jogossága, szülei házassága kapcsán, mely egyesek szerint nem volt legális. Frigyüket morganatikusnak, vagyis rangon alulinak titulálták, mivel Ferenc édesanyja, Rhédey Klaudia grófnő alacsonyabb rangot viselt férjénél, aki herceg volt.
Mivel alkalmasabb jelölt nem akadt, a hercegnő végül úgy döntött, nőül megy Ferenchez. Az esküvőt 1866. június 12-én tartották a Surrey megyei Kew városában, a Szent Anna-templomban.
A házasságkötés után Mária férjét Viktória királynő is elismerte a hercegi cím jogos viselőjeként, a frigy pedig gyümölcsözőnek bizonyult, mivel négy közös gyermek született belőle.
- Mária (1867. május 26. – 1953. március 24.), VII. Eduárd brit király és Alexandra brit királyné menye, 1893 és 1936 között V. György brit király hitvese, VIII. Eduárd és VI. György brit királyok édesanyja, Wallis Simpson és Elizabeth Bowes-Lyon anyósa, II. Erzsébet angol uralkodó és Margit brit királyi hercegnő apai nagyanyja
- Adolf (1868. augusztus 13. – 1927. október 23.), Teck következő hercege
- Ferenc (1870. január 9. – 1910. október 22.)
- Sándor (1874. április 14. – 1957. január 16.)

A hercegné nem érte meg, hogy leányát, Máriát a Brit Birodalom királynéjává és India császárnéjává koronázzák, ugyanis még 1897. október 27-én, 63 éves korában elhunyt, a Surrey megyei Richmond Park White Lodge nevű királyi rezidenciáján. A windsori Szent György-kápolnában helyezték végső nyugalomra. Leányát s annak férjét 1911-ben koronázták meg hivatalosan. (Viktória királynő, aki 1901-ben hunyt el, igencsak örült Teck Mária és a leendő V. György frigyének, mivel úgy gondolta, a hercegnő született királyné volt minden értelemben.) Mária Adelaida Vilhelmina Erzsébet férje, Ferenc, többé nem nősült meg, 62 évesen, 1900. január 21-én követte nejét a sírba.  
Leszármazottaik között ott van Vilmos cambridge-i herceg, Harry brit királyi herceg, Peter Phillips, Zara Phillips, Beatrix és Eugénia yorki hercegnők és Lady Louise Windsor, valamint Jakab severni algróf, Charles Armstrong-Jones, Margarita Armstrong-Jones, és Samuel Chatto, továbbá Arthur Chatto is.